# ملعب الشهيد محمد الدرة
ملعب الشهيد محمد الدرة هو ملعب كرة قدم في دير البلح، قطاع غزة، أعيد تأهيله عام 2004، وهو ملعب معشب يتسع لحوالي 5000 متفرج.

## التطوير
في 15 سبتمبر 2018، افتتح عبد السلام هنية عضو المجلس الأعلى  للشباب والرياضة إستاد الشهيد محمد الدرة، بعد عملية تطويره وفرش أرضية الملعب بالعشب الصناعي وبناء مدرجات جديدة، وإنارة ليلية للملعب، إضافةً إلى عدة أعمال ترميم أخرى.